# フルーツアカデミー
フルーツアカデミーは、2011年に設立されたフルーツの魅力をさらに高めるための技術を学ぶための民間研修施設である。

## 概要
フルーツアカデミーは、フルーツカットの第一人者として活動してきたフルーツアーティスト平野泰三が、フルーツに深く興味を持ってくれた人、職業として取り組もうと考えている人、技術を高めたいと思っている人に対して、自らが蓄積してきたノウハウを伝えたいと考え設立したものである。

平野はフルーツアカデミーの理念について、「人と人がつながり、人と人がふれ合う場面で、フルーツが良き脇役を務めることができたら何て素敵なことでしょう。多くの人が、フルーツを楽しみ、生活をより豊かにすること、それが本アカデミーの望みです。」と述べている。

## フルーツカッティング、フルーツカービングとは
フルーツは誰しも親しみのある食べ物ですが、ちょっとした手間を加えることにより、フルーツの魅力はさらに花開き、人の目をそして口を楽しませてくれます。
食卓が華やぐことにより、その場の雰囲気は明るくなり、会話も自然に盛り上がります。
フルーツの持つ魅力をさらに高めるための技術。それが、フルーツカッティング、フルーツカービングです。
フルーツカッティング
フルーツの甘みなどを等分に分け、食べやすく、美しく、そして香りも楽しめるようにするための総合的な技術。
カービング
タイの伝統文化から生まれた技術。素材に彫刻を施すことによって新たな美しさと物語性が引き出され、人の抒情性を刺激して楽しませてくれます。
（フルーツアカデミーHPより）

## おもな事業内容
- フルーツカッティング、カービングの各種講習会の実施
- フルーツアーティスト® 認定コースの実施®[2]
- フルーツウェディングデコレーション（卓上花から、ウェディングケーキの作製、ケータリングなど）
- ステージイベントデモンストレーション（各種イベントスペース、ホテル宴会場等での実績あり）
- フルーツに係るコンサルタント業務（メニューの企画開発、販売促進等の支援等）
- 企業社員研修（実技・講義）
- その他出張イベント（出張勉強会、親子体験イベントの実施等）